# Kainaat Arora
Kainaat Arora, é uma modelo e atriz indiana. Sua primeira estreia como atriz foi na Bollywood, filme Grande Masti. atuou em filmes malaialam como "Mankatha" e "Khatta Meetha".

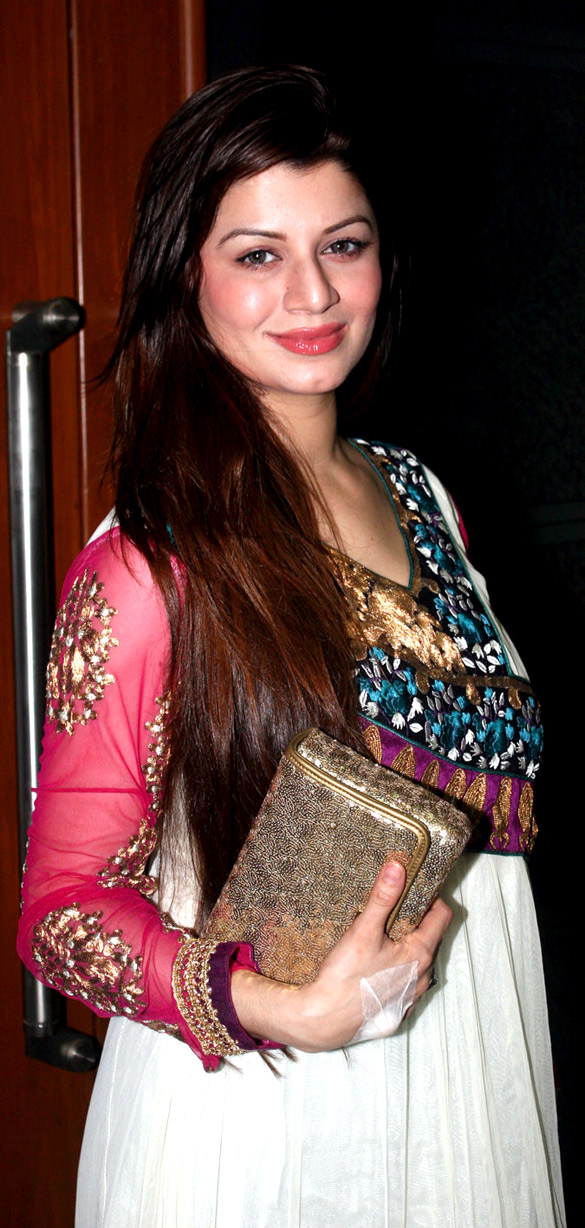

## Biografia
Arora nasceu em Uttarakhand. Ela é prima da atriz Divya Bharti. 

## Filmografia
| Ano  | Filme           | Personagem         | Idioma         | Notas   |
| ---- | --------------- | ------------------ | -------------- | ------- |
| 2010 | Khatta Meetha   | Aila Re Aila       | Hindi          | (Cameo) |
| 2011 | Mankatha        | Aparência especial | Tâmil          | (Cameo) |
| 2013 | Grand Masti     | Marlow             | Hindi          |         |
| 2015 | Lailaa O Lailaa | Lailaa             | malaiala       |         |
| 2015 | Mogali Puvvu    |                    | Telugo e Hindi |         |
| 2015 | Faraar          | Punjabi            | [ 9 ] [ 10 ]   |         |